# Halowe Mistrzostwa Świata w Lekkoatletyce 2004 – bieg na 60 m kobiet
Bieg na 60 m kobiet – jedna z konkurencji rozgrywanych podczas halowych mistrzostw świata w lekkoatletyce w 2004. Eliminacje, półfinały oraz finał odbyły się 5 marca.
Do eliminacji zgłoszonych zostało 37 zawodniczek z 32 państw.
Zawody w tej konkurencji wygrała reprezentantka Stanów Zjednoczonych Gail Devers. Drugą pozycję zajęła zawodniczka z Belgii Kim Gevaert, trzecią zaś reprezentująca Białoruś Julija Nieściarenka.

## Wyniki

### Eliminacje
Źródło: 
Bieg 1
| Miejsce | Zawodniczka             | Państwo                              | Wynik | Uwagi |
| ------- | ----------------------- | ------------------------------------ | ----- | ----- |
| 1.      | Julija Nieściarenka     | Białoruś                             | 7,18  |       |
| 2.      | Bettina Müller-Weissina | Austria                              | 7,32  |       |
| 3.      | Brigitte Foster         | Jamajka                              | 7,33  | PB    |
| 4.      | Alenka Bikar            | Słowenia                             | 7,34  |       |
| 5.      | Iryna Kożemjakina       | Ukraina                              | 7,35  |       |
| 6.      | Elvira Pančić           | Serbia i Czarnogóra                  | 7,47  |       |
| 7.      | Valma Bass              | Wyspy Dziewicze Stanów Zjednoczonych | 7,53  | PB    |

Bieg 2
| Miejsce | Zawodniczka       | Państwo                   | Wynik | Uwagi |
| ------- | ----------------- | ------------------------- | ----- | ----- |
| 1.      | Christine Arron   | Francja                   | 7,15  |       |
| 2.      | Vida Anim         | Ghana                     | 7,28  |       |
| 3.      | Jeorjia Kokloni   | Grecja                    | 7,29  |       |
| 4.      | Natasha Mayers    | Saint Vincent i Grenadyny | 7,30  | SB    |
| 5.      | Manuela Levorato  | Włochy                    | 7,38  |       |
| 6.      | Carme Blay        | Hiszpania                 | 7,52  |       |
| –       | Robina Muqim Yaar | Afganistan                | DNS   |       |

Bieg 3
| Miejsce | Zawodniczka      | Państwo         | Wynik | Uwagi |
| ------- | ---------------- | --------------- | ----- | ----- |
| 1.      | Muriel Hurtis    | Francja         | 7,18  | SB    |
| 2.      | Debbie Ferguson  | Bahamy          | 7,27  |       |
| 3.      | Julija Tabakowa  | Rosja           | 7,28  |       |
| 4.      | Joice Maduaka    | Wielka Brytania | 7,37  |       |
| 5.      | Jelena Bobrowska | Kirgistan       | 7,64  |       |
| 6.      | Joanna Hoareau   | Seszele         | 8,18  | SB    |
| 7.      | Carol Mokola     | Zambia          | 8,20  | NR    |

Bieg 4
| Miejsce | Zawodniczka               | Państwo           | Wynik | Uwagi |
| ------- | ------------------------- | ----------------- | ----- | ----- |
| 1.      | Kim Gevaert               | Belgia            | 7,16  |       |
| 2.      | Torri Edwards             | Stany Zjednoczone | 7,29  |       |
| 3.      | Johanna Manninen          | Finlandia         | 7,38  |       |
| 4.      | Łarisa Krugłowa           | Rosja             | 7,39  |       |
| 5.      | Kadiatou Camara           | Mali              | 7,43  |       |
| 6.      | Aksel Gürcan              | Turcja            | 7,56  | SB    |
| 7.      | Roxana Mercado            | Portoryko         | 7,58  |       |
| –       | Michelle Banga Moundzoula | Kongo             | DNS   |       |

Bieg 5
| Miejsce | Zawodniczka                | Państwo             | Wynik | Uwagi |
| ------- | -------------------------- | ------------------- | ----- | ----- |
| 1.      | Gail Devers                | Stany Zjednoczone   | 7,15  |       |
| 2.      | Merlene Ottey              | Słowenia            | 7,27  |       |
| 3.      | Natalla Safronnikawa       | Białoruś            | 7,32  |       |
| 4.      | Enikő Szabó                | Węgry               | 7,37  | PB    |
| 5.      | Agnė Eggerth               | Litwa               | 7,42  | SB    |
| 6.      | Endurance Ojokolo          | Nigeria             | 7,44  |       |
| 7.      | Antónia Margarete de Jesus | Angola              | 7,75  |       |
| –       | Heather Samuel             | Antyle Holenderskie | DNS   |       |

### Półfinały
Źródło: 
Bieg 1
| Miejsce | Zawodniczka       | Państwo           | Wynik | Uwagi |
| ------- | ----------------- | ----------------- | ----- | ----- |
| 1.      | Gail Devers       | Stany Zjednoczone | 7,15  |       |
| 2.      | Julija Tabakowa   | Rosja             | 7,16  |       |
| 3.      | Muriel Hurtis     | Francja           | 7,18  | SB    |
| 4.      | Vida Anim         | Ghana             | 7,25  |       |
| 5.      | Brigitte Foster   | Jamajka           | 7,32  | PB    |
| 6.      | Alenka Bikar      | Słowenia          | 7,34  |       |
| 7.      | Iryna Kożemjakina | Ukraina           | 7,40  |       |
| 8.      | Agnė Eggerth      | Litwa             | 7,41  | SB    |

Bieg 2
| Miejsce | Zawodniczka             | Państwo                   | Wynik | Uwagi |
| ------- | ----------------------- | ------------------------- | ----- | ----- |
| 1.      | Kim Gevaert             | Belgia                    | 7,13  | NR    |
| 2.      | Julija Nieściarenka     | Białoruś                  | 7,16  |       |
| 3.      | Torri Edwards           | Stany Zjednoczone         | 7,21  |       |
| 4.      | Manuela Levorato        | Włochy                    | 7,24  |       |
| 5.      | Natasha Mayers          | Saint Vincent i Grenadyny | 7,25  | SB    |
| 6.      | Johanna Manninen        | Finlandia                 | 7,30  |       |
| 7.      | Łarisa Krugłowa         | Rosja                     | 7,37  |       |
| 8.      | Bettina Müller-Weissina | Austria                   | 7,42  |       |

Bieg 3
| Miejsce | Zawodniczka          | Państwo         | Wynik | Uwagi |
| ------- | -------------------- | --------------- | ----- | ----- |
| 1.      | Christine Arron      | Francja         | 7,14  |       |
| 2.      | Natalla Safronnikawa | Białoruś        | 7,18  |       |
| 3.      | Merlene Ottey        | Słowenia        | 7,21  | SB    |
| 4.      | Debbie Ferguson      | Bahamy          | 7,32  |       |
| 5.      | Jeorjia Kokloni      | Grecja          | 7,33  |       |
| 6.      | Joice Maduaka        | Wielka Brytania | 7,36  |       |
| 7.      | Enikő Szabó          | Węgry           | 7,40  |       |
| 8.      | Kadiatou Camara      | Mali            | 7,47  |       |

### Finał
Źródło: 
| Miejsce | Zawodniczka          | Państwo           | Wynik | Uwagi |
| ------- | -------------------- | ----------------- | ----- | ----- |
| 01 !    | Gail Devers          | Stany Zjednoczone | 7,08  | SB    |
| 02 !    | Kim Gevaert          | Belgia            | 7,12  | NR    |
| 03 !    | Julija Nieściarenka  | Białoruś          | 7,12  |       |
| 4.      | Torri Edwards        | Stany Zjednoczone | 7,16  |       |
| 5.      | Muriel Hurtis        | Francja           | 7,17  | SB    |
| 6.      | Julija Tabakowa      | Rosja             | 7,17  |       |
| 7.      | Christine Arron      | Francja           | 7,21  |       |
| 8.      | Natalla Safronnikawa | Białoruś          | 7,23  |       |